# Paffendorf
The Bellini Brothers kan också avse de berömda målarna Giovanni och Gentile Bellini.
Paffendorf är en dansmusikduo verksam i Köln i Tyskland. Duon består av Ramon Zenker, tidigare medlem i Fragma, och Gottfried Engels. Paffendorf är mest känd för hitten "Be Cool" från 2002, även om de har haft många hittar runt om i Europa.
Zenker och Enkels kallar sig ibland Bellini Brothers, eller Bellini - deras mest kända låt under detta namn är "Samba E Gol!", senare ommixad och återutgiven som "Samba De Janeiro". Samba De Janeiro var den officiella målfanfaren i Europamästerskapet i fotboll 2008.

## Diskografi

### Album
- 2000: Dance City
- 2001: Be Cool
- 2007: Planet Dance

### Singlar
- 1998: "Smile" (#D 22)
- 1998: "Ruf (Mich An)" (#D 49)
- 1998: "Terminator 2 Theme: Main Title" (#D 49)
- 1999: "Allnight"
- 1999: "Where Are You" (#D 11,#A 21,#CH 12,#NL 18,#LET 18)
- 2000: "Everybody Scream" (#D 43,#NL 56)
- 2001: "Rhythm & Sex" (#D 61)
- 2002: "Be Cool" (#D 29,#A 41,#GB 7)
- 2002: "Crazy, Sexy, Marvellous" (#D 33,#H 8)
- 2004: "Welcome To Africa"
- 2005: "On & On" (#D 80)
- 2005: "Stop That Shit!"
- 2005: "Under My Skin"
- 2006: "Vogue"
- 2006: "La La La Girl"
- 2006: "Where Are You 2007"
- 2007: "It's Not Over"
- 2009: "Self Control"
- 2009: "Bring It Back"
- 2009: "Discover"
- 2011: "Be Cool 2011"
- 2012: "Smile 2012"
- 2017: "Where Are You 2K17"
- 2017: "La La La Girl 2K17"

### Videor
- 1998: Smile
- 1998: Terminator 2 Theme: Main Title
- 1999: Where Are You
- 2001: Rhythm & Sex
- 2002: Be Cool
- 2002: Crazy, Sexy, Marvellous
- 2005: On & On
- 2006: La La La Girl
- 2006: Where Are You 2007